# Arachniodes
Arachniodes és un gènere de falgueres de la família Dryopteridaceae.

## Espècies seleccionades
El gènere Arachniodes inclou 25 espècies:
- Arachniodes chaerophylloides (Poir.) Proctor
- Arachniodes denticulata (Sw.) Ching
- Arachniodes insularis W.H. Wagner
- Arachniodes leucostegioides (C. Chr.) Ching
- Arachniodes lurida (Jenman ex Underw. et Maxon) Proctor
- Arachniodes macrostegia (Hook.) R.M. Tryon et D.S. Conant
- Arachniodes ochropteroides (Baker) Lellinger
- Arachniodes pubescens (L.) Proctor
- Arachniodes rhomboidea (Schott) Ching
- Arachniodes rigidissima (Hook.) Proctor
- Arachniodes semifertilis Ching
- Arachniodes setifera Ching
- Arachniodes shuangbaiensis Ching
- Arachniodes sichuanensis Ching
- Arachniodes similis Ching
- Arachniodes simplicior (Makino) Ohwi
- Arachniodes simulans (Ching) Ching
- Arachniodes sparsa Ching
- Arachniodes speciosa (D. Don) Ching
- Arachniodes spectabilis (Ching) Ching
- Arachniodes sphaerosora (Tagawa) Ching
- Arachniodes squamulosa R.C. Moran et B. Øllg.
- Arachniodes tsiangiana (Ching) Nakaike
- Arachniodes webbiana (A. Braun) Schelpe
- Arachniodes yaomashanensis Ching